# Convair F-102 Delta Dagger
El Convair F-102 Delta Dagger fue un interceptor estadounidense construido por Convair en la década de los 50 como columna vertebral de la defensa aérea del país, siendo su principal objetivo interceptar a los bombarderos a reacción soviéticos.
El desarrollo del avión fue largo y tortuoso y, a principios del decenio de 1960, fue complementado por el McDonnell F-101 Voodoo, siendo sustituido por el Convair F-106 Delta Dart, y más tarde, por el McDonnell Douglas F-4 Phantom II. Muchos de los F-102 fueron trasladados a la Guardia Aérea Nacional de los Estados Unidos entre la mitad y finales del decenio de 1960, y retirado completamente del servicio en 1979. 

## Diseño y desarrollo

### Nacimiento de la necesidad de un interceptor

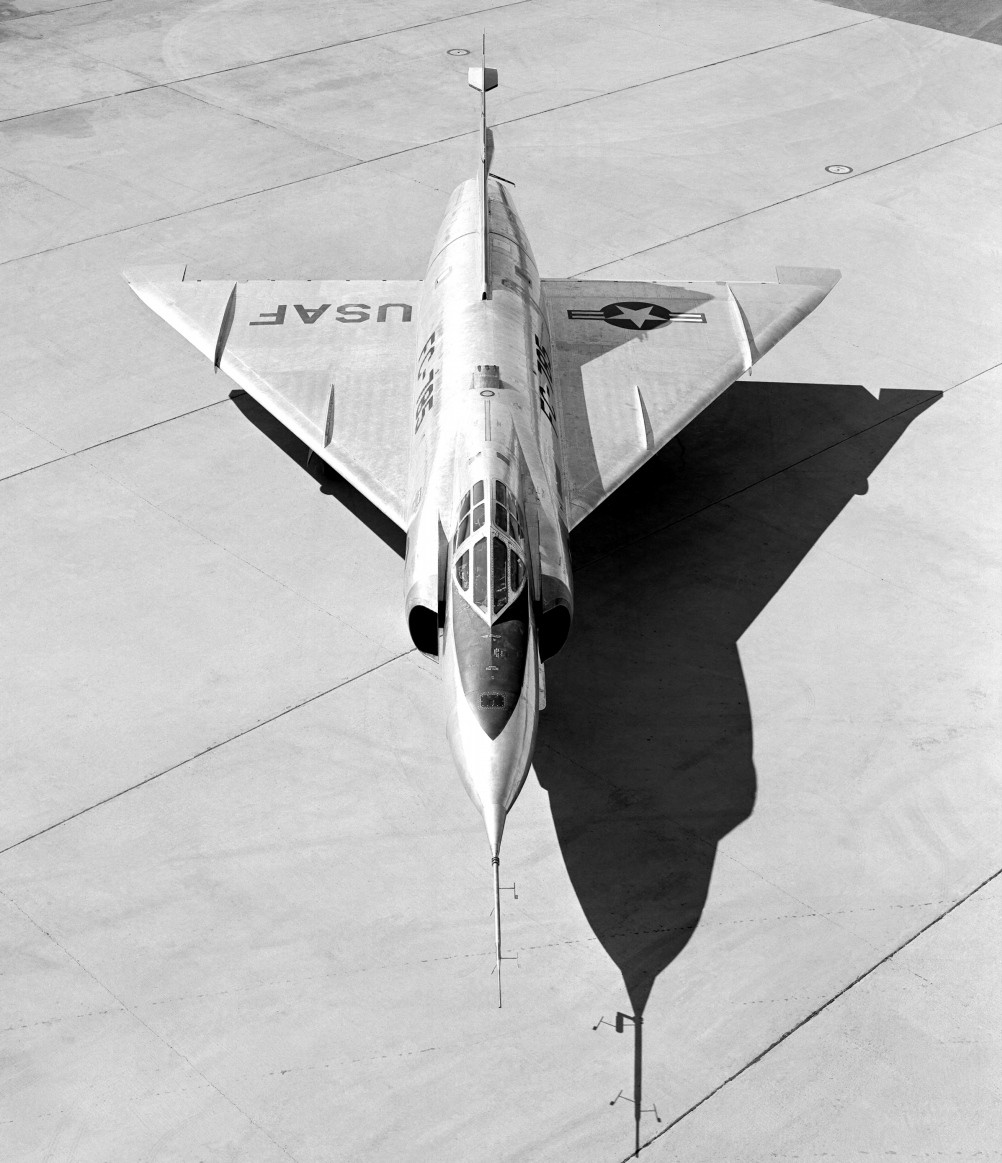
El YF-102 con su fuselaje de laterales rectos.

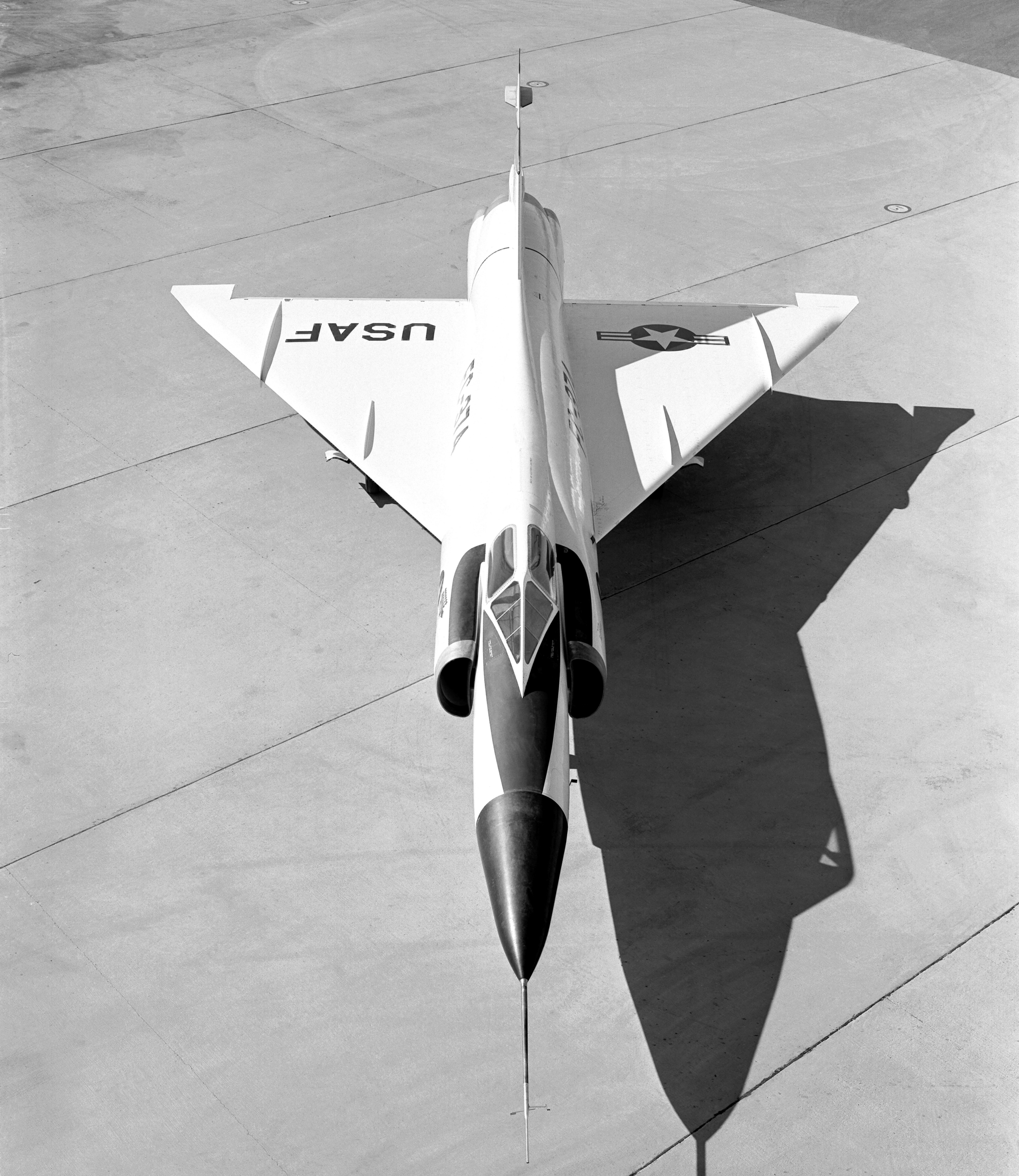
YF-102A con fuselaje estrechado, cabina más estrecha y tomas de aire rediseñadas.

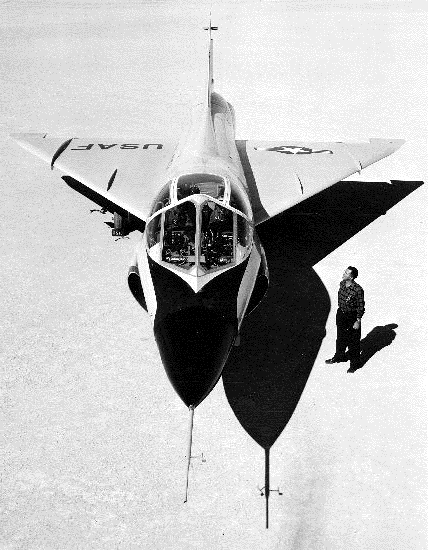
Un TF-102A, mostrando la cabina ensanchada.

A finales de los años 1940, cualquier amenaza nuclear contra Estados Unidos dependía de la capacidad de los bombarderos de largo alcance de la Unión Soviética. En agosto de 1947, lo que parecían ser tres Boeing B-29 Superfortress fueron exhibidos en un desfile en Moscú. Algunos creían que eran B-29 puestos en servicio de nuevo tras aterrizajes de emergencia en la Segunda Guerra Mundial, pero pronto se recibieron informaciones de que eran Tupolev Tu-4, una copia directa del B-29, y previsiblemente, con la misma capacidad y alcance. Estados Unidos daría máxima prioridad al desarrollo de un interceptor de defensa aérea efectivo. En aquel momento, los interceptores en desarrollo eran el Curtiss XF-87, el Northrop XF-89 y el Douglas XF3D Skynight (este último de la Armada de los Estados Unidos).
El 8 de octubre de 1948, el directorio de oficiales superiores de la Fuerza Aérea estadounidense (USAF) realizó la recomendación de que el servicio organizase una competición para buscar un nuevo interceptor, programado para entrar en servicio en 1954; por ello, el totalmente nuevo diseño sería apodado inicialmente "Interceptor Definitivo de 1954". Cuatro meses más tarde, el 4 de febrero de 1949, le USAF aprobó la recomendación y se preparó para organizar la competición el año siguiente. En noviembre de 1949, la Fuerza Aérea decidió que el nuevo avión sería construido alrededor de un sistema de control de fuego (fire-control system (FCS)). El FCS debía ser diseñado antes que la célula para asegurar la compatibilidad. La célula y el FCS fueron denominados sistema de armas.
En la misma reunión se decidió la cancelación del XF-87 y se aprobó la entrada en servicio de 48 Northrop F-89A y el desarrollo de un caza nocturno basado en el entrenador biplaza T-33, que se designó F-94A. Asimismo se estudió crear un interceptor a partir del F-86A, que sería el F-86D. Eran medidas temporales para cubrir la falta de un avión adecuado. La USAF era consciente de que eran aviones subsónicos o con escaso margen de crecimiento.

### Comienzos del programa
En enero de 1950, el Mando de Material Aéreo de la USAF emitió solicitudes de propuesta (RFP) para el FCS a 50 compañías, de las que respondieron 18. En mayo, la lista fue reducida a 10. Mientras tanto, un directorio del Departamento de Defensa estadounidense encabezado por el general de división Gordon P. Saville revisó las propuestas, y distribuyó algunas al Comité de Ingeniería de la Defensa Aérea liderado por George E. Valley. Siguiendo las recomendaciones del comité al Directorio Saville, las propuestas fueron reducidas aún más a dos competidores, Hughes Aircraft y North American Aviation. Aunque el Comité Valley creía que era mejor conceder el contrato a ambas compañías, Hughes fue elegida por Saville y su equipo el 2 de octubre de 1950.
Las propuestas para la célula fueron emitidas el 18 de junio de 1950, y en enero de 1951 respondieron seis fabricantes. El 2 de julio de 1954, tres compañías, Convair, Republic y Lockheed ganaron el derecho a fabricar una maqueta. Hasta entonces, Convair había realizado investigaciones en los aviones de ala en delta, experimentando con diferentes diseños, dos de los cuales bajo la denominación P-92. De los tres, el mejor diseño iba a ganar el contrato de producción bajo el nombre Project MX-1554. Al final, Convair se hizo con la victoria con su diseño, designado XF-102, después de que Lockheeed abandonara y Republic sólo construyera una maqueta. El desarrollo de tres diseños diferentes era demasiado caro y, en noviembre, sólo se permitió a Convair continuar con su Model 8-80. Para acelerar el desarrollo, se propuso equipar los aviones prototipos y de preproducción con el menos potente turborreactor Westinghouse J40. Los continuos retrasos del J67 y del FCS MA-1 (anteriormente "MX-1179") condujeron a la decisión de producir un avión interino con el J67 y un sistema de control de fuego más simple (apodado "E-9") como F-102A. El fracaso del J40 condujo a que el turborreactor Pratt & Whitney J57 con posquemador, de 44 kN (10 000 lbf) de empuje lo sustituyese en los prototipos y F-102A. Este avión estaba pensado para ser temporal, a la espera del desarrollo del F-102B, que emplearía el más avanzado Curtiss-Wright J67, un derivado bajo licencia del Bristol-Siddeley Olympus que estaba todavía en desarrollo. El F-102B evolucionaría más tarde para convertirse en el F-106A, apodado el "Interceptor Definitivo".
El prototipo YF-102 realizó su primer vuelo el 23 de octubre de 1953, en la Base Aérea Edwards, pero se perdió en un accidente nueve días más tarde. El segundo avión voló el 11 de enero de 1954, confirmando unas pobres prestaciones. La resistencia transónica era mucho mayor de lo esperado, y el avión estaba limitado a Mach 0,98 (o sea, subsónico), con un techo de 14 630 m (48 000 pies), muy por debajo de los requerimientos.

### Rediseño sustancial
Para resolver el problema y salvar el F-102, Convair se embarcó en un rediseño sustancial, incorporando la recientemente descubierta regla del área, y, al mismo tiempo, simplificando la producción y el mantenimiento. El rediseño implicaba el alargamiento del fuselaje en 3,35 m, siendo "estrechado" en la sección central (apodada la configuración de la botella de Coca Cola), con dos grandes carenados a cada lado de la tobera del motor, con tomas de aire revisadas y una nueva y más estrecha cabina. Se equipó con un modelo más potente del J57, y la estructura del avión fue aligerada.
El primer avión revisado, designado YF-102A, voló el 20 de diciembre de 1954, 118 días después de que comenzase el rediseño, excediendo Mach 1 el día siguiente. El revisado diseño mostró una velocidad de Mach 1,22 y un techo de 16 154 m (53 000 pies). Estas mejoras fueron suficientes para la Fuerza Aérea para permitir la producción del F-102, con un nuevo contrato de producción firmado en marzo de 1954.
Los F-102A de producción tenían el sistema de control de fuego Hughes MG-3, más tarde mejorado en servicio al MG-10. Tenía una bodega de armas interna de tres segmentos bajo el fuselaje para misiles aire-aire. El armamento inicial era de tres pares de misiles GAR-1/2/3/4 Falcon (más tarde redesignado como AIM-4), que incluían ambas variantes de guiado infrarrojo y de radar semiactivo. Cada una de las puertas de las dos bodegas delanteras tenía tubos para 12 FFAR (para un total de 24), siendo equipados inicialmente con los de 51 mm y más tarde siendo reemplazados por los de 70 mm. El F-102 fue más tarde mejorado para permitir llevar hasta dos misiles nucleares GAR-11/AIM-26 en la bodega central. El mayor tamaño de esta arma requirió puertas rediseñadas de la bodega central sin tubos de cohetes. Se consideraron planes para incorporar el cohete nuclear MB-1 Genie al diseño, pero aunque el Genie fue disparado en pruebas desde un YF-102A en mayo de 1956, nunca fue adoptado.
El F-102 recibió varias modificaciones sustanciales durante su vida operativa, siendo la mayoría de las células reequipada con sistemas infrarrojos de búsqueda/seguimiento, receptores de alerta radar, transpondedores, horizonte artificial de reserva, y mejoras en el sistema de control de fuego. Una propuesta versión de apoyo cercano (nunca construida) habría incorporado, además, un arma Gatling interna, dos soportes extras para bombas (además de los dos soportes subalares para depósitos lanzables que equipaban todos los F-102 de producción), mayores depósitos internos de combustible, y una sonda de reabastecimiento en vuelo.
Para entrenar a los pilotos de F-102, se desarrolló el entrenador TF-102A, siendo fabricados finalmente 111 unidades. El avión fue diseñado con asientos lado a lado para facilitar el entrenamiento del piloto, un concepto popular en los años 50 (también usado con el estadounidense Cessna T-37, y los británicos Hawker Hunter T.7 y English Electric Lightning T.4, entre otros). Esto requirió un rediseño de la cabina y del morro, incorporando un juego de generadores de vórtices en la parte superior de la cabina para prevenir la separación del flujo bajo ciertas circunstancias, y recolocando los conductos de las entradas de aire. A pesar de los muchos cambios, el avión tenía capacidad de combate, aunque esta variante era predeciblemente más lenta, alcanzando sólo velocidades subsónicas en vuelo nivelado.
Las numerosas limitaciones técnicas e inherentes al diseño del F-102 condujeron a un propuesto sucesor, conocido inicialmente como el F-102B "Interceptor Definitivo". El mejorado diseño, en el que el propuesto motor turborreactor Curtiss-Wright J67 fue finalmente reemplazado por un Pratt & Whitney J75, sufrió tantos cambios aerodinámicos (incluyendo tomas de aire de geometría variable) que esencialmente se convirtió en un avión completamente nuevo, y por ello fue redesignado y producido como el F-106 Delta Dart. Convair también usaría un diseño de ala en delta en el bombardero Convair B-58 Hustler de clase Mach 2.

## Historia operacional

### Puesta en servicio
El primer servicio operacional del F-102A fue con el 327th Fighter-Interceptor Squadron en la George Air Force Base, en abril de 1956, y finalmente se construyeron un total de 889 F-102A, finalizando la producción en septiembre de 1958. Los TF-102A y F-102 fueron usados en los años 60 por el Mando de Defensa Aérea (Air Defense Command (ADC)) en la Perrin AFB, Texas, para entrenar nuevos pilotos de F-102. También proporcionaron una plataforma de entrenamiento en las características de vuelo de los aviones de ala en delta a los pilotos que estaban destinados a volar el bombardero B-58 Hustler para el Mando Aéreo Estratégico (Strategic Air Command (SAC)).
Para seguir con las complicaciones en el programa, la USAF decidió que los cohetes de 2.75 pulgadas ya no se utilizarían como arma principal, sino que esta serían los misiles Falcon. Fue necesario revisar aproximadamente 170 F-102A, ya que el requerimiento preveía emplear cohetes de 2 pulgadas. También por estas fechas se certificó el misil Douglas MB-1 Genie, en realidad un cohete nuclear no guiado que fue armamento estándar en el F-102A hasta comienzos de 1957.
El nombre oficial del F-102, "Delta Dagger" (Daga Delta), nunca fue usado en el lenguaje común, siendo el avión universalmente conocido como el "Deuce" (Dos). El TF-102 fue conocido como el "Tub" (Bañera) debido a su fuselaje más ancho con asientos gemelos lado a lado.
Durante el tiempo que el F-102 estuvo en servicio, se usaron varios diseños nuevos de ala para experimentar con la aplicación de la cámara cónica aumentada a las alas. Finalmente, fue seleccionado un diseño que realmente incrementaba el área del elevón, reducía la velocidad de despegue, mejoraba la relación S/R (sustentación/resistencia) supersónica y aumentaba el techo del avión a 17 069 m (56 000 pies). Se requirió una modificación de las puertas del tren de aterrizaje debido al rediseño del ala. El nuevo diseño de ala fue incorporado a partir del avión 550, permitiendo alcanzar un mayor techo de combate y velocidad máxima, mejorando también la maniobrabilidad del avión a bajas velocidades.
Los rápidos avances en electrónica hicieron que el sistema de control de tiro MG-3 fuera pronto reemplazado por el MG-10 en la mayoría de los F-102A. Lo mismo ocurrió con las nuevas versiones del misil Falcon, que se llevaban en la bodega interna de armamento. Otra modificación fue la instalación de un sistema de puntería infrarroja, delante de la cúpula. La búsqueda por infrarrojos le daba al F-102 un sistema de búsqueda alternativa basado en una tecnología diferente a la del radar. Por tanto, el F-102A disponía tanto de radar como de un sistema IRST, inmune este último a interferencias electrónicas y pulsos electromagnéticos de explosiones nucleares. Esto se extendió a su armamento, el AIM-4E Falcon guiado por radar y el AIM-4F Falcon guiado por infrarrojos, suprimiendo el empleo de cohetes no guiados. Gracias a su armamento y capacidades resultó ser un magnífico interceptor. La URSS lo consideró una auténtica amenaza para sus nuevos bombarderos Tu-16 y Tu-95, después de varias incursiones de estos en el espacio aéreo estadounidense.
La mayoría de las unidades equipadas con F-102A tuvieron como misión la defensa aérea, por lo que estuvieron estacionadas permanentemente en Estados Unidos. El Mando de Defensa Aérea tenía F-102 Delta Dagger en servicio en 1960 y el modelo continuó sirviendo en grandes cantidades, tanto con unidades de la Fuerza Aérea como de la Guardia Aérea Nacional, hasta bien entrados los años 70. El F-102 equipó 33 escuadrones de combate del ADC (Air Defense Command). George W. Bush, más tarde Presidente de los Estados Unidos, voló el F-102 en el 147th Fighter Interceptor Group basado en la Ellington AFB en Houston, Texas, como parte de su servicio en la Texas Air National Guard de 1968 a 1972.
En las unidades del Air Defense Command, los pilotos realizaban sus guardias durmiendo con el mono y botas de vuelo, ya que se esperaba de ellos lograr un tiempo de respuesta de 5 minutos. En esos minutos despegarían y serían dirigidos hacia el blanco por el SAGE (Semi Automatic Ground Environment, el sistema de coordinación, dirección, control y respuesta del NORAD ante un ataque soviético). Los blancos podrían ser detectados por el radar (alcance de detección de 45 kilómetros) o por el IRST. En caso de emplear el IRST, el radar sólo se encendería cuando se necesitase medir la distancia al blanco o emplear los AIM-4 Falcon de guiado por radar. La interceptación podía realizarse de forma manual o automática. En este último caso, el datalink AN/ARR-44 del avión recibía la información del SAGE y la enviaba al sistema MG-10, alimentando a este último de posibles blancos, que serían identificados por el FIS (Fighter Identification System) del F-102A. Ante un contacto positivo con el enemigo, el SAGE daba un rumbo de interceptación al F-102A, para que se posicionase de forma óptima, logrando la mejor solución de disparo y lanzando el armamento de forma automática. Tras el ataque, el SAGE ordenaba al piloto automático llevar al interceptor de vuelta a la base.
Algunas unidades de F-102 fueron enviadas a Europa. En España estuvieron basados los 431st y 497th FIS. En Europa tuvieron la misión de dar protección a las bases de la USAF frente a un ataque soviético, que seguramente usaría armamento nuclear. En el Pacífico y el Sudeste Asiático, los F-102 participaron en algunas de las primeras escaramuzas de la Guerra de Vietnam, participando en misiones de defensa aérea y de escolta. Algunos F-102 realizaron misiones FAC en Vietnam, aprovechando la potencialidad en búsqueda de objetivos del sensor de búsqueda infrarrojo.

### Servicio en la Guerra de Vietnam

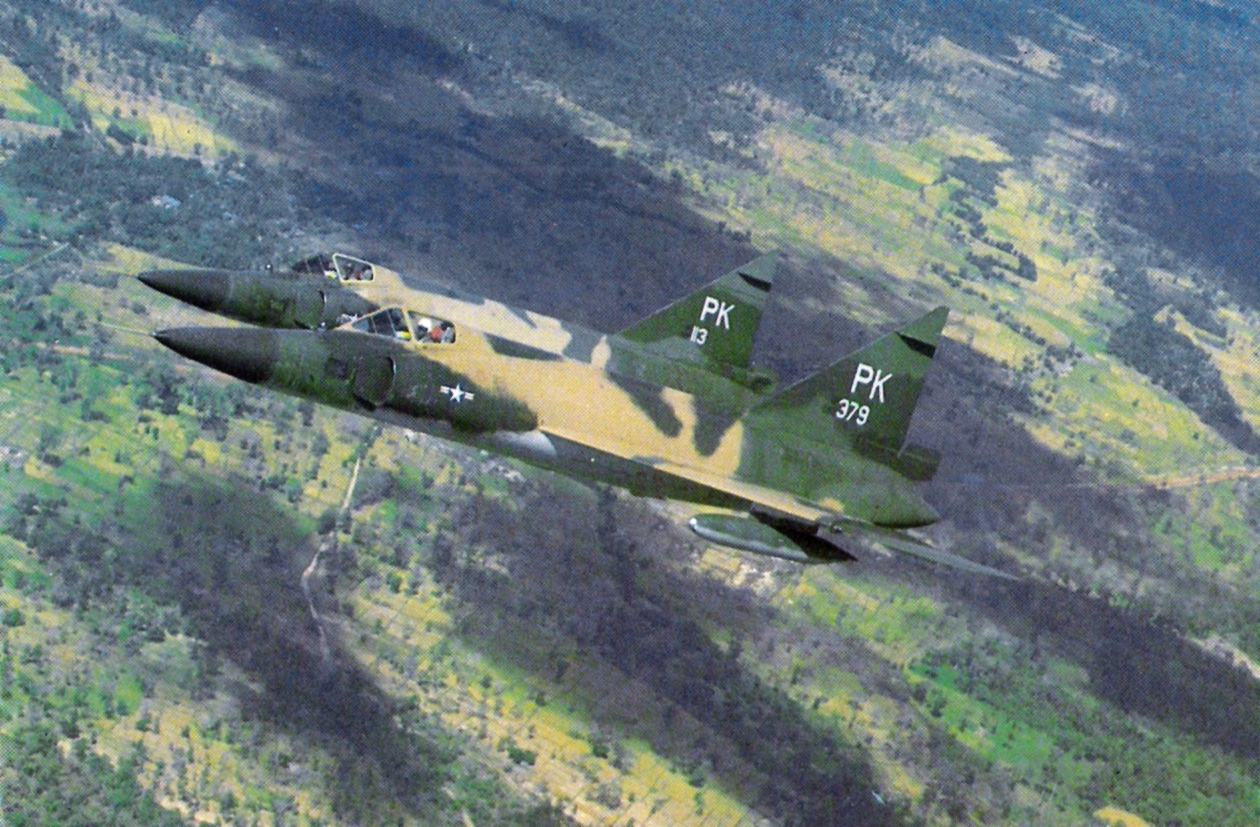
F-102A del 509th FIS sobre Vietnam, noviembre de 1966. Estos aviones llevan el camuflaje estándar para el Sudeste Asiático (T.O. 1-1-4).

El F-102 sirvió en la Guerra de Vietnam, volando patrullas de caza y sirviendo como escolta de bombarderos. Se perdieron un total de 14 aviones en Vietnam: uno en combate aire-aire, varios debido a fuego antiaéreo y los restantes en accidentes.
Inicialmente, los destacamentos de F-102 comenzaron a ser enviados a bases en el Sudeste Asiático en 1962, después de que se pensase que los contactos radar detectados por radares terrestres eran bombarderos Il-28 "Beagle" vietnamitas, considerados una amenaza creíble en aquel periodo. Los F-102 fueron enviados a Tailandia y a otros países vecinos para interceptar estos aviones si amenazaban Vietnam del Sur.
Más tarde, los ataques de los Boeing B-52 Stratofortress, nombre en código "Arc Light", fueron escoltados por F-102 basados en el teatro. Fue durante una de estas misiones en que un F-102 fue derribado por un Mikoyan-Gurevich MiG-21 norvietnamita, usando un misil de búsqueda por calor AA-2 Atoll. Los MiG se aproximaron sin ser detectados, y uno de los F-102 fue alcanzado por un misil aire-aire, que no explosionó inmediatamente, permaneciendo alojado en la parte trasera del avión, causando problemas de estabilidad. Cuando el piloto informó a su punto, éste observó el dañado Delta Dagger, que explosionó en el aire, muriendo el piloto. Ésta fue la única pérdida aire-aire del F-102 durante la Guerra de Vietnam. El otro piloto de F-102 disparó misiles AIM-4 a los MiG en retirada, pero no se registró ningún impacto.
El F-102 fue empleado en misiones aire-tierra con éxito limitado, aunque ni los aviones ni el entrenamiento de sus pilotos fueran diseñados para esa misión. Los Deuce del 509th Fighter-Interceptor Squadron llegaron a la Da Nang Air Base el 4 de agosto de 1964 desde la Base Aérea de Clark, Filipinas. El interceptor fue equipado con 24 FFAR de 70 mm en las puertas de la bodega del fuselaje. Podían ser usados con buen efecto contra varios tipos de objetivos norvietnamitas de día. De noche, se probó menos peligroso usar misiles Falcon de búsqueda por calor en conjunción con el IRST (Infrared Search & Track (Búsqueda y Seguimiento de Infrarrojo)) montado en el morro, en ataques nocturnos de hostigamiento en la ruta Ho Chi Minh. Algunos F-102A fueron configurados para acomodar un único misil AIM-26 Super Falcon en cada bodega lateral combinados con los dos AIM-4 Falcon convencionales. Las operaciones con los F-102A y los biplaza TF-102A (que fueron usados como Control Aéreo Avanzado (FAC) debido a que sus dos asientos y sus cohetes de 70 mm ofrecían una buena versatilidad para la misión) continuaron en Vietnam hasta 1968, cuando todos los F-102 fueron devueltos a los Estados Unidos.
| Fecha       | Modelo de F-102 | Unidad                                   | Causa de la Pérdida/Observaciones                                                        |
| ----------- | --------------- | ---------------------------------------- | ---------------------------------------------------------------------------------------- |
| 27 nov 1964 | F-102A          | 509th Fighter-Interceptor Squadron (FIS) | Fallo de motor.                                                                          |
| 1 jul 1965  | F-102A          | 509th FIS (3)                            | (3) F-102A destruidos en tierra por zapadores enemigos en la Da Nang Air Base.           |
| 15 dic 1965 | F-102A          | 509th FIS                                | Derribado por fuego terrestre mientras proporcionaba apoyo aéreo cercano (CAS).          |
| 19 ago 1966 | F-102A          | 509th FIS                                | Pérdida operacional, estrellado en un aterrizaje nocturno.                               |
| 14 dic 1966 | F-102A          | 64th FIS                                 | Derribado por fuego de armas de pequeño calibre, 60 segundos después del despegue.       |
| 15 ene 1967 | TF-102A         | 509th FIS                                | Pérdida operacional, en misión de traslado.                                              |
| 2 abr 1967  | F-102A          | 509th FIS                                | Pérdida operacional, fallo de motor. También sirvió con los 16th & 64th FIS.             |
| 12 may 1967 | F-102A          | 509th FIS                                | Destruido durante un ataque terrestre enemigo, fuego de mortero en la Biên Hòa Air Base. |
| 3 feb 1968  | F-102A          | 509th FIS                                | Derribado por un misil K-13 de un MiG-21 a 36 000 pies.                                  |
| 16 jul 1968 | F-102A          | 509th FIS                                | Pérdida operacional, fallo de motor.                                                     |
| 16 sep 1968 | F-102A          | 509th FIS                                | Pérdida operacional, colisión en tierra, tras aterrizar, con un RF-4 Phantom II.         |
| 7 ene 1969  | F-102A          | 509th FIS                                | Pérdida operacional, fallo de motor.                                                     |

### Uso posterior

#### Aviones blanco de la USAF
En 1973, seis aviones fueron convertidos en blancos aéreos como QF-102A y más tarde PQM-102B (simulando aviones enemigos MiG-21) bajo un proyecto Blanco Aéreo a Escala Real (Full Scale Aerial Target (FSAT)) conocido como Pave Deuce. Finalmente, el programa convirtió cientos de F-102 para su uso como blancos aéreos para aviones de caza más modernos, así como para probar el sistema de misiles Patriot del Ejército estadounidense.
El F-102 abandonó el servicio estadounidense en 1976, mientras que los últimos drones QF-102A/PQM-102B fueron usados en 1986. No quedan F-102 en condiciones de vuelo actualmente, aunque muchos pueden ser vistos en museos o exhibiciones estáticas permanentes como guardianes de puerta en instalaciones de la Fuerza Aérea y de la Guardia Aérea Nacional.

#### Turquía
Los F-102 y TF-102 fueron exportados a ultramar a Turquía y Grecia a medida que iban siendo reemplazados en la USAF. En 1968 se transfirieron 50 aviones F-102 a Turquía. Se suponía que podrían seguir ejerciendo su misión de interceptar bombarderos en Turquía. 
Los F-102 turcos realizaron misiones de combate durante la invasión turca de Chipre de 1974. Se han reclamado combates aéreos entre F-5 griegos y F-102 turcos sobre el Mar Egeo durante la invasión turca. Un editor de página web griego, Demetrius Stergiou, asegura que F-5 griegos habían derribado dos F-102 turcos, mientras que la parte turca ha declarado que sus F-102 habían derribado dos F-5 griegos; sin embargo, tanto Grecia como Turquía todavía niegan oficialmente cualquier pérdida de aviones. El F-102 fue finalmente retirado de ambas fuerzas aéreas en 1979.

#### Grecia
Grecia obtuvo 24 F-102 Dagger en 1969. Por aquellos años era normal que Grecia y Turquía se equiparan con los mismos aviones, ya que ambos eran miembros de la OTAN y se beneficiaban del programa de ayuda militar estadounidense. El embargo de armas a Grecia impuesto en 1967 no impidió que los F-102 fueran transferidos al país, quizás siguiendo la práctica de Estados Unidos de tratar de mantener cierta paridad entre los dos países.

## Variantes

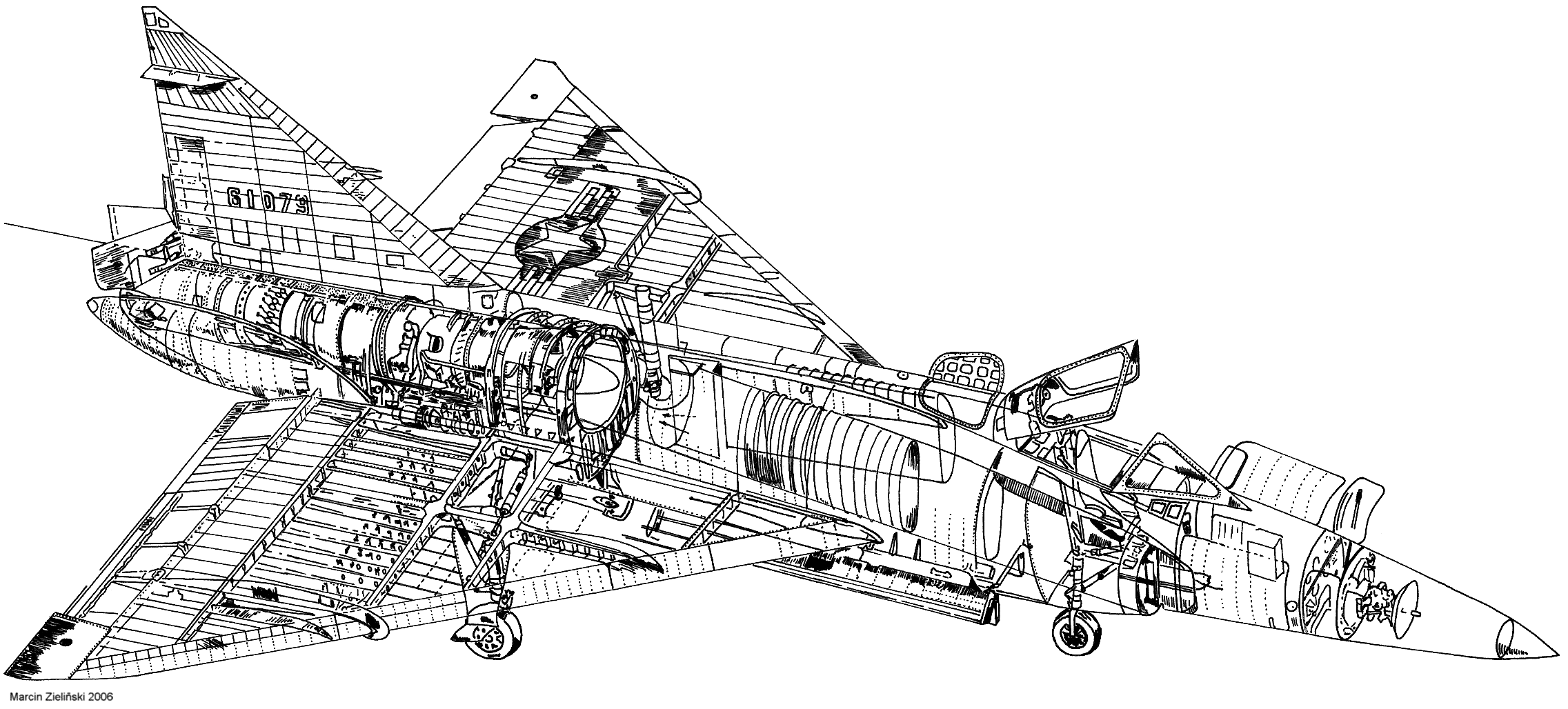
Dibujo esquemático.

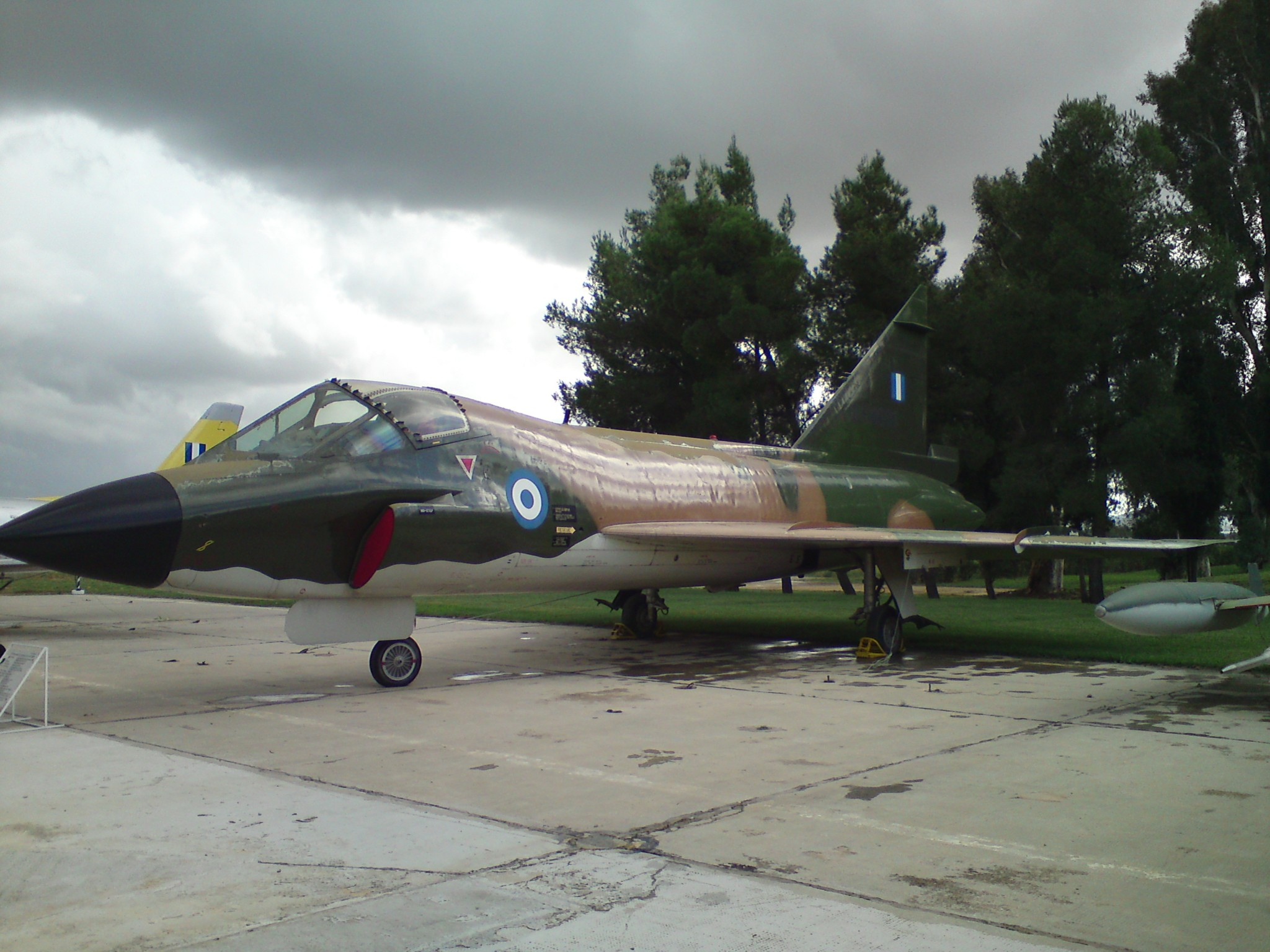
Un TF-102A Delta Dagger de la Fuerza Aérea Griega en el Museo de la Fuerza Aérea Helénica, en la Dekeleia AFB.

YF-102
Los primeros prototipos: el desempeño fue satisfactorio; la resistencia fue dos veces mayor que la que debería haber sido. Velocidad máxima: 812 mph. Fuselaje sin la regla del área. Dos construidos.
YF-102A
Prototipos modificados según la regla del área: nuevo diseño ofrecido con un fuselaje más estrecho en la sección central, con carenados aerodinámicos añadidos a ambos lados de la tobera del motor, que ajustaban la sección posterior del fuselaje a la regla del área. Además, la cabina y la tobera se trasladaron más a popa, la proa se alargó, y el contorno exterior de las entradas de aire se combinaron con el fuselaje hacia adelante. Cuatro convertidos desde aviones de preproducción.
F-102
Modelo de producción: de un solo asiento, avión de combate interceptor todo tiempo. Morro más corto que original de los F-102A, pero con un turborreactor J-57 más potente. 889 construidos.
TF-102
Versión de dos plazas, 111 construidos.
F-102B
Designación original de los aviones F-106A.
F-102C
Dos F-102A convertidos con el diseño estructural y aviónica como YF-102C, con un motor nuevo J57-P-47 para papel de ataque táctico; proyecto cancelado.
QF-102A
Blancos aéreos no tripulados convertidos desde F-102A. Seis convertidos.
PQM-102A
Blancos aéreos no tripulados. 65 convertidos.
PQM-102B
Conversión revisada a blanco aéreo no tripulado, capaz de ser volado remotamente o por un piloto en la cabina. 146 convertidos.

## Operadores
Estados Unidos
- Fuerza Aérea de los Estados Unidos

 Grecia
- Fuerza Aérea Griega

 Turquía
- Fuerza Aérea Turca

## Especificaciones (F-102A)
Referencia datos: Great Book of Fighters

### Características generales
- Tripulación: 1 piloto
- Longitud: 20,8 m (68,3 ft)
- Envergadura: 11,6 m (38,1 ft)
- Altura: 6,5 m (21,2 ft)
- Superficie alar: 

  - Ala original: 61,5 m²(662,2 ft²)
  - Ala combada cónicamente: 64,6 m²(695 ft²
- Perfil alar: NACA 0004-65
- Peso vacío: 8777 kg (19 344,5 lb)
- Peso cargado: 11 100 kg (24 464,4 lb)
- Peso útil: 5523 kg (12 172,7 lb)
- Peso máximo al despegue: 14 300 kg (31 517,2 lb)
- Planta motriz: 1× turborreactor Pratt & Whitney J57-P-25.
  - Empuje normal: 52 kN (5302 kgf; 11 690 lbf) de empuje.
  - Empuje con postquemador: 76,5 kN (7801 kgf; 17 198 lbf) de empuje.

### Rendimiento
- Velocidad nunca excedida (Vne): 1304 km/h (810 MPH; 704 kt)
- Alcance: 2175 m (7136 ft)
- Techo de vuelo: 16 300 m (53 478 ft)
- Régimen de ascenso: 66 m/s (12 992 ft/min)
- Carga alar: 172 kg/m² (35,2 lb/ft²)
- Empuje/peso: 0,70

### Armamento
- Cohetes: 

  - 24× FFAR de 70 mm en las puertas de las bodegas de misiles
- Misiles: 

  - 6× misil aire-aire AIM-4 Falcon o
  - 3× misil aire-aire AIM-4 Falcon y
  - 1× AIM-26 Falcon

### Aviónica
- Sistema de control de tiro MG-10

## Aeronaves relacionadas

### Desarrollos relacionados
- Convair XF-92
- Convair F-106 Delta Dart

### Aeronaves similares
- Avro Canada CF-105 Arrow
- Dassault Mirage III
- IAI Kfir
- English Electric Lightning
- Saab 35 Draken
- Mikoyan-Gurevich MiG-21
- Sukhoi Su-9
- Sukhoi Su-15

### Secuencias de designación
- Secuencia Numérica (interna de Convair): ← 5 - 6 - 7 - 8/8-24 - 9 - 11 - 21 →
- Secuencia F-_ (Cazas (Fighter) del USAAC/USAAF/USAF, 1924-1962): ← F-99 - F-100 - F-101 - F-102 - XF-103 - F-104 - F-105 →
- Secuencia __M-_ (Misiles y drones estadounidenses, 1962-presente): ← LIM-99 - LIM-100 - RIM-101 - PQM-102 - AQM-103 - MIM-104 - MQM-105 →